# Vores vilde vej
Vores vilde vej er en dansk serie af tv-programmer hvor Vicky Knudsen, Anders Kofoed og Sebastian Klein finder vilde dyr i danske villahaver.
Det sidste af fire afsnit blev optaget og produceret af Nordisk Film i september 2018. Fra starten var det planen at programmet skulle have premiere på TV 2 i maj 2019, men dette blev senere rykket til 12. august 2019. Programmerne er optaget i Brabrand, Værløse, Frederiksberg og Haastrup.

## Afsnit
I hvert afsnit besøger de tre værter hver deres have på den samme villavej. Ved blandt andet hjælp fra vildtkamera forsøger de at dokumenterer hvor mange vilde dyr der findes i haverne. 
| Afsnit | Sendt             | Location                       | Noter |
| ------ | ----------------- | ------------------------------ | --- |
| #1     | 12. august 2019   | Sandbjergvej Brabrand          | Den sjældne Langhornet Torngræshoppe blev for første gang nogensinde fundet i Danmark, da Vicky Knudsen fandt den under optagelserne. Den invasive mårhund blev lokket til med døde høns. |
| #2     | 19. august 2019   | Hejrebakken Værløse            | |
| #3     | 26. august 2019   | Bygaden og Falsledvej Haastrup | |
| #4     | 2. september 2019 | Azaleavej Frederiksberg        | |